# Karin Schmidt (Politikerin, 1939)
Karin Schmidt geb. Neumann (* 17. November 1939 in Essen; † 30. November 1997) war eine deutsche Politikerin (CDU).

## Leben
Schmidt besuchte die Volks- und die Handelsschule und machte 1956 die Abschlussprüfung. Sie war danach in verschiedenen Unternehmen als Kontoristin tätig, bis sie von 1962 bis 1967 als Sekretärin im Leitungsbüro des Deutschen Evangelischen Kirchentages in Fulda tätig wurde. Danach fand sie eine Anstellung in einem Anwaltsbüro, die sie bis 1983 innehatte. Sie war Mitglied der CDU. Von 1977 bis 1985 und wieder ab 1989 war sie Stadtverordnete in Schwalmstadt. Seit 1981 war sie Kreistagsabgeordnete. Vom 4. Oktober 1983 bis zu ihrem Tod 1997 war sie Abgeordnete im Landtag von Hessen. Von 1983 bis 1997 war sie Mitglied im Ausschuss für Landwirtschaft und Forsten. Von 1983 bis 1985 im Petitionsausschuss und von 1987 bis 1991 im Ausschuss für Gleichberechtigung und Frauenfragen und im Sozialpolitischen Ausschuss. Von 1987 bis 1991 war sie Mitglied im Ausschuss für Gleichberechtigung und Frauenfragen und von 1991 bis 1995 im Ausschuss für Jugend, Familie und Gesundheit. Außerdem war Schmidt von 1996 bis zu ihrem Tod Vorsitzende der Enquetekommission „Familienfreundliches Hessen“. Seit 1995 war sie Präsidiumsmitglied des Landtages.